# Željeznička
Željeznička je granična novosarajevska mjesna zajednica u odnosu na općinu Centar. Obuhvaća najatraktivniji dio općinskog teritorija, na kojemu su locirani brojni obrazovni, vjerski, zdravstveni i ini sadržaji, a graniči s mjesnim zajednicama Pofalići, Velešići, Kovačići, Grbavica I i II, Malta i Dolac. Ime koje nosi referira na takozvanu Staru stanicu, što je kolokvijalni termin za bivšu željezničku postaju Novo Sarajevo na uskotračnoj pruzi Sarajevo – Višegrad. 

## Vanjske poveznice
- Željeznička  Arhivirana inačica izvorne stranice od 8. ožujka 2005. (Wayback Machine)